# Gruppi Anarchici di Azione Proletaria
I Gruppi Anarchici di Azione Proletaria, chiamati normalmente GAAP, sono stati una organizzazione anarco-comunista nata a Genova-Pontedecimo il 24-25 febbraio 1951. I primi nuclei raccolti nel Comitato interregionale tosco-laziale (poi Gruppi d'iniziativa e di studio per un "movimento orientato e federato") risalgono all'estate del 1949. L'organizzazione dal 1951 al 1957 terrà sette conferenze nazionali, l'ultima, quella del 28 aprile 1957, decreterà la fusione dell'organizzazione con i Gruppi d'Azione comunista guidati da Giulio Seniga con i quali costituiranno il Movimento della Sinistra comunista.

## Periodo in cui si forma l'organizzazione
Dopo la caduta del fascismo, il movimento anarchico reduce da anni di lotta e di sconfitte da parte dei fascisti e degli stalinisti e dopo la conseguente diaspora, con le residue forze è riuscito a partecipare alla Resistenza. Anche se non sempre organizzata in maniera autonoma, ebbe alcuni epicentri che oltre che dal punto di vista strettamente militare hanno interesse dal punto di vista storico perché proprio in una di queste zone, a Pontedecimo, vi fu il congresso costitutivo dei Gruppi Anarchico di Azione Proletaria meglio conosciuti come GAAP
In certe zone come la Toscana nord occidentale, la resistenza anarchica è stata assai importante: gli appartenenti ad alcune brigate, smessi gli abiti "militari", si inserirono nella società e nella vita politica. Sorgono, o proseguono la loro azione, i "Comitati anarchici", su alcuni dei quali si era basata la Resistenza anarchica. In vari convegni locali e nazionali si affrontarono problemi organizzativi che divennero motivi di scontro: i gruppi del sud, orientati verso un'azione più tradizionale di tipo propagandistico, non intendevano prender contatto con le formazioni politiche e sindacali del movimento operaio, mentre i gruppi del nord, forti del loro passato partigiano auspicavano un contatto diretto e anche un'azione comune, se necessaria, con le organizzazioni di massa non anarchiche.
La stessa Federazione Anarchica Italiana (FAI) conteneva diverse anime, alcune ispirate da principi associazionisti e federalisti altre antiorganizzatrici. La prima spingeva verso un modello di organizzazione che voleva in qualche maniera riprendere l'esperienza dell'Unione Anarchica Italiana nata e sviluppatasi negli anni 1919-1926, richiamandosi alle teorie sull'organizzazione espresse in modo particolare da Errico Malatesta e Luigi Fabbri. La seconda corrente che era ben rappresentata dal periodico «Volontà» possiamo definirla «antipolitica e antiorganizzatrice», esprimeva una forte diffidenza verso ogni forma di associazione permanente e di impegno politico programmato degli anarchici. Verso questa seconda corrente si indirizzeranno le critiche maggiori dei protagonisti che daranno vita ai GAAP

## Storia dei GAAP
Fin dal 1949 i libertari di tendenza anarco-comunista, i più giovani generalmente, costituiscono un "Comitato di coordinamento" organizzato da Pier Carlo Masini e Arrigo Cervetto, due ex antifascisti, il secondo partigiano verrà decorato con la croce al merito per la sua partecipazione alla Resistenza, che si sono distaccati dalla politica del PCI stalinista e che sono stati fortemente critici nei confronti della svolta di Salerno voluta da Togliatti. Queste frange non vogliono, visto lo stalinismo imperante, che il movimento anarchico sia ridotto allo spazio ristrettissimo di movimento di opinione, ma vogliono costruire una struttura anarchica in grado di operare attivamente nel contesto sociale sia in fabbrica che nei quartieri proletari. Logica conseguenza è che entrano in urto con le tesi del giornale Volontà e del periodicoL’Adunata dei Refrattari.
A settembre 1949 il Comitato, non ancora formalizzato come organizzazione Gruppi Anarchici di Azione Proletaria, stampa e diffonde L'Impulso prima per le sole regioni del Lazio e Toscana. Fra i redattori c'è Arrigo Cervetto, che accusa gli anarchici di pressappochismo ideologico ed esprime l'esigenza di un lavoro di studio teorico e chiarimento storico. L'Impulso pubblica 79 numeri dando primaria importanza alla struttura organizzativa, tesi osteggiata da Armando Borghi.
Lo scontro interno alla FAI si fa più consistente nonostante il tentativo di alcuni militanti come Alfonso Failla e Umberto Marzocchi di aprire un confronto teorico e pratico tra le diverse anime del movimento. Le critiche poste in evidenza dalla FAI, riportate in "Umanità Nova" riguardano lo spostamento del gruppo verso le teorie rivoluzionarie marxiste.
Nel 1950 a Genova i gruppi facenti riferimento a L'Impulso, per la maggioranza giovani proletari ed anarchici, propendono per una struttura anarchica federata con vincoli ben precisi per gli appartenenti all'organizzazione: ciò significa uno spostamento verso le posizioni di Lenin in riferimento allo sviluppo del partito proletario internazionale. La struttura presa come riferimento è la Fédération anarchiste française (FAF), che successivamente si denominerà Fédération communiste libertaire (FCL), in quegli anni "guidata" da Georges Fontenis, con la quale fonderà nel giugno 1954 l'Internazionale Comunista Libertaria, che avrà breve durata.
La FAI nel congresso di Ancona del dicembre 1950 prende le distanze dai gruppi che editano l'«Impulso» guidati da Pier Carlo Masini, ribadendo le posizioni contrarie a una strutturazione del movimento in forma di partito politico. Posizioni che verranno ribadite anche dal successivo congresso nazionale di Civitavecchia che si terrà nel marzo 1953. Si possono riassumere in cinque filiere principali il quadro di forze che dal 1943 al 1951 porterà al Convegno di Pontedecimo e alla fondazione dei GAAP:  il gruppo toscano con Pier Carlo Masini, Augusto Boccone e Luciano Arrighetti, quello laziale con Ugo Scattoni, il gruppo di Torino con Aldo Demi, il gruppo di Savona con Arrigo Cervetto, il gruppo di Genova con Lorenzo Parodi e Aldo Pressato e il gruppo di Sestri Ponente con Aldo Vinazza,.
Al Convegno di Pontedecimo del 24-25 febbraio 1951 verranno approvate le tesi "Sulla liquidazione dello Stato come apparato di classe" preparate da Pier Carlo Masini e Arrigo Cervetto
La relazione votata nel congresso asserisce che la lotta per una società senza classi è da affrontare dopo uno studio certosino del sistema capitalistico opponendosi allo spontaneismo ed al volontarismo, con un massimo di livello organizzativo centralizzato e con posizioni assolutamente omogenee. Auspica l'intervento sia nella lotta sindacale ed uno studio continuo dell'evolversi del capitalismo internazionale a livello economico. L'Impulso è l'organo ufficiale dei GAAP ed in quel momento gli scritti ivi riportati sono riferiti in gran parte alla formazione della struttura organizzativa, all'intervento nella dialettica sindacale ed al chiarimento del periodo storico internazionale. I GAAP che sostenevano la necessità di costruire un nuovo soggetto politico con le altre minoranze rivoluzionarie antagoniste al polo delle forze socialdemocratiche e riformiste, dopo la Sesta conferenza nazionale (Milano, ottobre 1956, nella quale decidono il cambio di denominazione in Federazione Comunista Libertaria - FCL -), la rivoluzione ungherese (autunno 1956) e la Conferenza della sinistra comunista di Milano del 16 dicembre 1956 - alla quale partecipano oltre ai comunisti libertari, i Gruppi comunisti rivoluzionari, il Partito comunista internazionalista (Battaglia Comunista) e i Gruppi d'Azione comunista - decidono di fondersi con quest'ultimi nell'aprile del 1957 dando vita al Movimento della Sinistra comunista